# Crise alimentaire au Niger de 2005 à 2006
 (juin 2024).
La crise alimentaire nigérienne de 2005-2006 était une crise de sécurité alimentaire grave mais localisée dans les régions du nord de Maradi, Tahoua, Tillabéri et Zinder au Niger de 2005 à 2006. Cela a été causé par l'arrêt prématuré des pluies de 2004, les dégâts causés par les criquets pèlerins sur certains pâturages, les prix élevés des denrées alimentaires et la pauvreté chronique . Dans la zone touchée, 2,4 millions de personnes sur 3,6 millions sont considérées comme très vulnérables à l’insécurité alimentaire. Une évaluation internationale a indiqué que parmi ces personnes, plus de 800 000 sont confrontées à une insécurité alimentaire extrême et que 800 000 autres personnes se trouvant dans des situations d'insécurité alimentaire modérée ont besoin d'aide.

## Arrière-plan
La crise était prévue depuis longtemps après que des essaims de criquets aient détruit presque toutes les cultures dans certaines parties du Niger au cours de la saison agricole 2004. Dans d’autres zones, l’insuffisance des précipitations a entraîné des récoltes exceptionnellement mauvaises et des pâturages secs affectant à la fois les agriculteurs et les éleveurs. Une évaluation réalisée par le gouvernement du Niger, les Nations Unies et les organisations non gouvernementales internationales a abouti à un consensus général selon lequel la crise, bien que localement grave, n'avait pas atteint le niveau de famine selon les échelles de famine.

### Causes démographiques
La population du Niger a plus que quintuplé entre 1950 et 2005, passant de 2,5 millions à 13,5 millions. Le taux de fécondité au Niger est le plus élevé au monde avec 7,6 enfants par femme, et la population du pays devrait décupler au 21e siècle pour atteindre plus de 200 millions de personnes en 2100.

## Crise

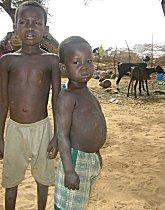
Enfants malnutris au Niger, pendant la famine de 2005.

La région du Sahel dans son ensemble a enregistré un excédent céréalier de 85 000 tonnes,. Cependant, le Niger et le Tchad ont enregistré des déficits céréaliers d'environ 224 000 et 217 000 tonnes respectivement. La hausse des prix des denrées alimentaires a alimenté la crise alimentaire, notamment au Niger, qui a été la zone la plus touchée.

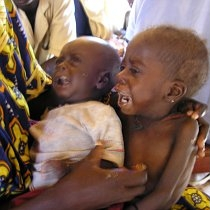
Laure Souley tient sa fille de trois ans et son petit garçon dans ses bras dans un centre d'assistance MSF pendant la famine de 2005, à Maradi, au Niger.

L'accès aux denrées alimentaires de base est devenu de plus en plus difficile et des cas graves de malnutrition infantile ont été signalés. La pénurie d'eau et de fourrage a également eu des conséquences néfastes sur la santé du bétail, des chameaux, des moutons et des chèvres, qui constituent pratiquement la seule source de nourriture et de revenus des communautés nomades. La concurrence pour des ressources limitées a également donné lieu à certains conflits locaux. Les taux de malnutrition aiguë ont atteint 13,4 pour cent dans les départements du sud du Niger, à Maradi et Zinder, avec 2,5 pour cent de ce groupe identifié comme étant des enfants de moins de cinq ans gravement malnutris, selon l'UNICEF.
La pénurie alimentaire a touché 3,3 millions de personnes, dont 800 000 enfants de moins de cinq ans, dans 3 815 villages. Les autorités ont estimé les déficits céréaliers à 223 448 tonnes et les déficits alimentaires du bétail à 4 642 219 tonnes,,.

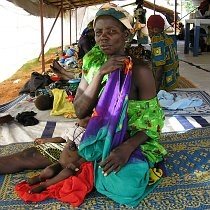
Une mère s'occupe de son enfant souffrant de malnutrition au centre d'aide MSF de Maradi, pendant la famine nigérienne de 2005.

## Réponse
Bien que l'Organisation des Nations Unies pour l'alimentation et l'agriculture ait déjà averti d'une crise imminente fin 2004, le soutien des donateurs est arrivé lentement tout au long du premier semestre 2005. Fin août 2005, la crise a été rendue plus visible après que le secrétaire général de l'ONU, Kofi Annan, ait rendu visite au président Tandja Mamadou à Zinder. La visite a été considérée comme une tentative d’attirer l’attention sur la crise et également de répondre aux accusations selon lesquelles l’ONU aurait réagi lentement. Les donateurs ont donné moins de la moitié des 81 millions de dollars demandés par l'ONU.
Le 16 janvier 2006, l'ONU a lancé un appel de 240 millions de dollars d'aide alimentaire pour l'Afrique de l'Ouest afin de nourrir au moins 10 millions de personnes touchées par la crise alimentaire, le Niger étant le pays le plus touché.

## Polémique sur la couverture médiatique
Plusieurs autorités, dont le président nigérien de l'époque, ont remis en question la véracité des affirmations des médias internationaux. Ils ont fait valoir que, bien que la malnutrition chronique soit un problème pour les populations du Niger, les médias ont délibérément et à tort présenté les habitudes alimentaires locales courantes comme des signes d'une famine généralisée pour attirer la sympathie des donateurs. Le 3 mars 2008, TV2 Norvège a diffusé le documentaire « Sultbløffen » ( L'arnaque à la famine ) qui exprimait l'opinion qu'il n'y avait pas de famine au Niger en 2005-2006, mais plutôt une malnutrition chronique qui ne diffère pas des années précédentes. Hilary Andersson de la BBC, Jan Egeland, coordonnateur des secours d'urgence de l'ONU, ainsi que les médias internationaux et les organisations humanitaires en général ont été accusés d'avoir gravement exagéré et menti sur la situation alimentaire du pays en déformant la situation. Les sources, parmi lesquelles une fondation norvégienne-suédoise de développement agricole et leurs assistants locaux, ont donné une version décrivant les médias occidentaux et les agences humanitaires comme ignorants de l'agriculture et de la flore locales ainsi que des habitudes alimentaires courantes. Ils ont cité ce qu'on appelle le « racisme alimentaire » : la perception selon laquelle les aliments et les plantes alimentaires traditionnelles locales sont inutiles et toxiques, même si les habitants les consomment depuis des millénaires. Ils ont également dénoncé la perception selon laquelle la population du Niger est incapable de vivre sans le soutien de l’Occident et ont fait valoir que les importants dons alimentaires ont dépassé l’offre locale, rendant plus difficile la compétitivité de l’agriculture locale. Le film a reçu le 3e prix au festival de télévision de Monte-Carlo en 2008 et a remporté le Den Store Journalistprisen en Norvège en 2009. La BBC a affirmé avoir réfuté sans équivoque les allégations de TV2  et a tenté de bloquer la diffusion internationale du documentaire en retirant à TV2 la licence sur les images d'actualité de l'été 2005.